# Fridrich I. Athénský
Fridrich I. Athénský (italsky Federico I di Atene nebo Federico di Randazzo, zemřel 11. července 1355 Messina) byl vévoda z Randazza, Athén, Neopatrie a hrabě z Malty.
Narodil se jako syn sicilského prince Jana a Cesariny Lancii. Roku 1348 mu na morovou nákazu zemřel otec, regent sicilského království a Fridrich zdědil všechny jeho tituly. Zemřel v létě 1355 v důsledku další vlny morové epidemie a byl pohřben v kostele sv. Agáty v Palermu. Jeho smrt vyděsila mladého krále, jeho bratrance a vrstevníka Ludvíka. Marně se snažil o záchranu, zemřel na podzim téhož roku.